# Benjamin Jeannot
Benjamin Jeannot (Laxou, 22 januari 1992) is een Frans voetballer die doorgaans als aanvaller speelt. Hij verruilde FC Lorient in juli 2017 voor Dijon FCO.

## Clubcarrière
AS Nancy haalde Jeannot op tienjarige leeftijd weg bij Dommartin-les-Toul. In juli 2009 tekende hij zijn eerste profcontract. Op 12 februari 2011 maakte hij zijn profdebuut tegen AJ Auxerre. Op 11 maart 2011 tekende hij een nieuw vierjarig contract. In juli 2012 werd besloten om hem één seizoen uit te lenen aan toenmalig Ligue 2-team LB Châteauroux.

## Interlandcarrière
Jeannot kwam uit voor diverse Franse jeugdelftallen. Hij kwam eenmaal uit voor Frankrijk –21.
1 Racioppi ·
2 Fofana ·
3 Congré ·
4 Panzo ·
5 Coulibaly ·
6 Ahlinvi ·
7 Sammaritano ·
8 Le Bihan · 
10 Benzia ·
11 Jacob ·
13 Arli ·
14 Marié ·
17 Y. Soumaré ·
18 Younoussa ·
19 Ngouyamsa ·
20 Rocchia ·
21 Scheidler ·
22 Philippoteaux ·
23 Touré ·
24 Belhadji ·
25 Manga  ·
26 Pi ·
27 Traoré ·
28 B. Soumaré ·
29 Dobre ·
30 Reynet ·
Coach: Linarès